# فینام
فینام (روسی: ФИНАМ) شرکت خدمات مالی روسی است، که در سال ۱۹۹۴ تأسیس شد.